# 長島港大石灯台
長島港大石灯台（ながしまこうおおいしとうだい）は、三重県北牟婁郡紀北町東長島にある灯台。長島港の防波堤から約2.2 km沖の離れ岩の上にある。

## 歴史
- 1973年（昭和48年）4月5日 - 初点灯[2]。
- 2019年（令和元年）
  - 10月13日 - 朝8時ごろ漁業関係者から「長島港大石灯台が折れている」と118番通報があった[3]。令和元年東日本台風（台風19号）による風浪のため、10月12日から13日にかけて基礎部分から倒壊したと考えられる[1][4][5]。尾鷲海上保安部は15時ごろに非常用の簡易灯火を設置した[1][4]。
  - 11月3日 - 流失した灯台が設置場所から沖に約40 m、深さ約6 mの海底で横倒しの状態で沈んでいるのを鳥羽海上保安部の潜水士が発見した[6][7]。